# سومون رضا
سومون رضا (بنگالی: সুমন রেজা؛ زادهٔ ۱۵ ژوئن ۱۹۹۵) بازیکن فوتبال اهل بنگلادش است.
وی همچنین در تیم‌های ملی فوتبال زیر ۲۳ سال بنگلادش و بنگلادش بازی کرده است.